# Waving the Guns
Waving the Guns (WTG) ist eine deutsche Hip-Hop-Gruppe aus Rostock. Sie steht derzeit bei Audiolith Records unter Vertrag.

## Bandgeschichte
Waving the Guns wurde Ende 2012 in Rostock von den beiden Rappern Milli Dance und Admiral Adonis und den beiden Produzenten Dub Dylan und Doktor Damage gegründet. Die Band veröffentlichte 2013 ihre erste Extended Play Schadenfreude. 2014 folgte die EP Fachkräftemangel und 2014 das Debütalbum Schlachtrufe WTG. Diese Veröffentlichungen erschienen als freier Download. 2014 tourte Waving the Guns mit der Punk-Band Feine Sahne Fischfilet und 2019 mit der Rap-Gruppe MDMH, in der Doktor Damage ebenfalls vertreten ist.
Im September 2015 erschien das Video zu Pflaster auf dem YouTube-Kanal des Labels Audiolith Records. Kurz darauf gab die Band ihre Zusammenarbeit mit dem Hamburger Independent-Label bekannt. Es folgte im Oktober das Video zu Armutszeugnis mit Pöbel MC als Gaststar. Am 30. Oktober 2015 erschien schließlich das Album Totschlagargumente als LP über Audiolith Records sowie als Download über Audiolith, Amazon, iTunes, Spotify und Google Play.
Am 27. Januar 2017 erschien ihr zweites Album Eine Hand bricht die andere über Audiolith Records.
Am 27. Dezember 2018 wurde bekannt, dass Admiral Adonis die Gruppe verlassen wird.
Am 15. März 2019 erschien ihr drittes Album Das muss eine Demokratie aushalten können über Audiolith Records.
Am 10. März 2021 gab die Band bekannt, dass auch Dr. Damage nicht mehr Teil von Waving The Guns ist.
Am 8. April 2022 erschien ihr viertes Album Am Käfig rütteln über Audiolith Records.
Am 24. März 2023 erschien ihr fünftes Album Schwerter zu Schusswaffen über Audiolith Records.
Am 28. Februar 2025 erschien ihr sechstes Album Zwischen Wand und Tapete über Audiolith Records.

## Stil
Waving the Guns machen politischen Rap mit klar antifaschistischer Grundhaltung. Dabei haben sie einige Party-Lieder, bei denen es um Drogenkonsum geht. Musikalisch beeinflusst wurden sie unter anderem von Audio88 & Yassin, Zugezogen Maskulin, Morlockk Dilemma und Disarstar.

## Diskografie

### Alben
- 2015: Totschlagargumente (Audiolith Records)
- 2017: Eine Hand bricht die andere (Audiolith Records)
- 2019: Das muss eine Demokratie aushalten können (Audiolith Records)
- 2022: Am Käfig rütteln (Audiolith Records)
- 2023: Schwerter zu Schusswaffen (Audiolith Records)
- 2025: Zwischen Wand und Tapete (Audiolith Records)

### Singles
- 2016: Audiolith Singles Club Nr. 9 (Split-EP mit Kaput Krauts, Audiolith Records)
- 2021: Heli (feat. DJ Joaf, Audiolith Records)
- 2024: Bigotterie (Audiolith Records)
- 2025: Jugendwort des Jahres (Audiolith Records)

### Download-Veröffentlichungen
- 2013: Schadenfreude (EP, Eigenproduktion)
- 2014: Schlachtrufe WTG (Album, Eigenproduktion)
- 2014: Fachkräftemangel (EP, Eigenproduktion)